# Mickaël Pichon (cyclisme)
Pour les articles homonymes, voir Mickaël Pichon et Pichon.
Mickaël Pichon (né le 17 septembre 1973 au Mans) est un coureur cycliste français, qui est professionnel de 2000 à 2005.

## Palmarès
- 1991
  - 3e du championnat de France sur route juniors
- 1995
  - 3e du Tour de la Dordogne
  - 3e du Tour de Guadeloupe
- 1997
  - Trophée Mavic
- 1998
  - Circuit des Deux Provinces
  - Trio normand (avec Christian Blanchard et Franck Renier)
  - 2e de la Route d'Or du Poitou
- 1999
  - 2e d'Annemasse-Bellegarde et retour
  - 2e du Tour de Franche-Comté
- 2002
  - 2e du Prix du Léon
- 2003
  - 2e de la Polynormande
  - 3e du Grand Prix de Wallonie

## Résultats sur les grands tours

### Tour d'Italie
1 participation 
- 2001 : abandon (9e étape)